# Йоганнес Мюллер
Йоганнес Мюллер (Johannes Müller; 14 липня 1883 — 5 серпня 1946) — німецький військовий ветеринар, доктор ветеринарії, генерал-майор ветеринарної служби вермахту (1 серпня 1942).

## Біографія
Учасник Першої світової війни. Під час Другої світової війни був головним ветеринаром 12-го військового округу.

## Нагороди
- Залізний хрест 2-го класу
- Почесний хрест ветерана війни з мечами (1934)
- Медаль «За вислугу років у Вермахті» 4-го класу (4 роки; 2 жовтня 1936)
- Хрест Воєнних заслуг 2-го і 1-го класу з мечами